# 米諾陶系列運載火箭

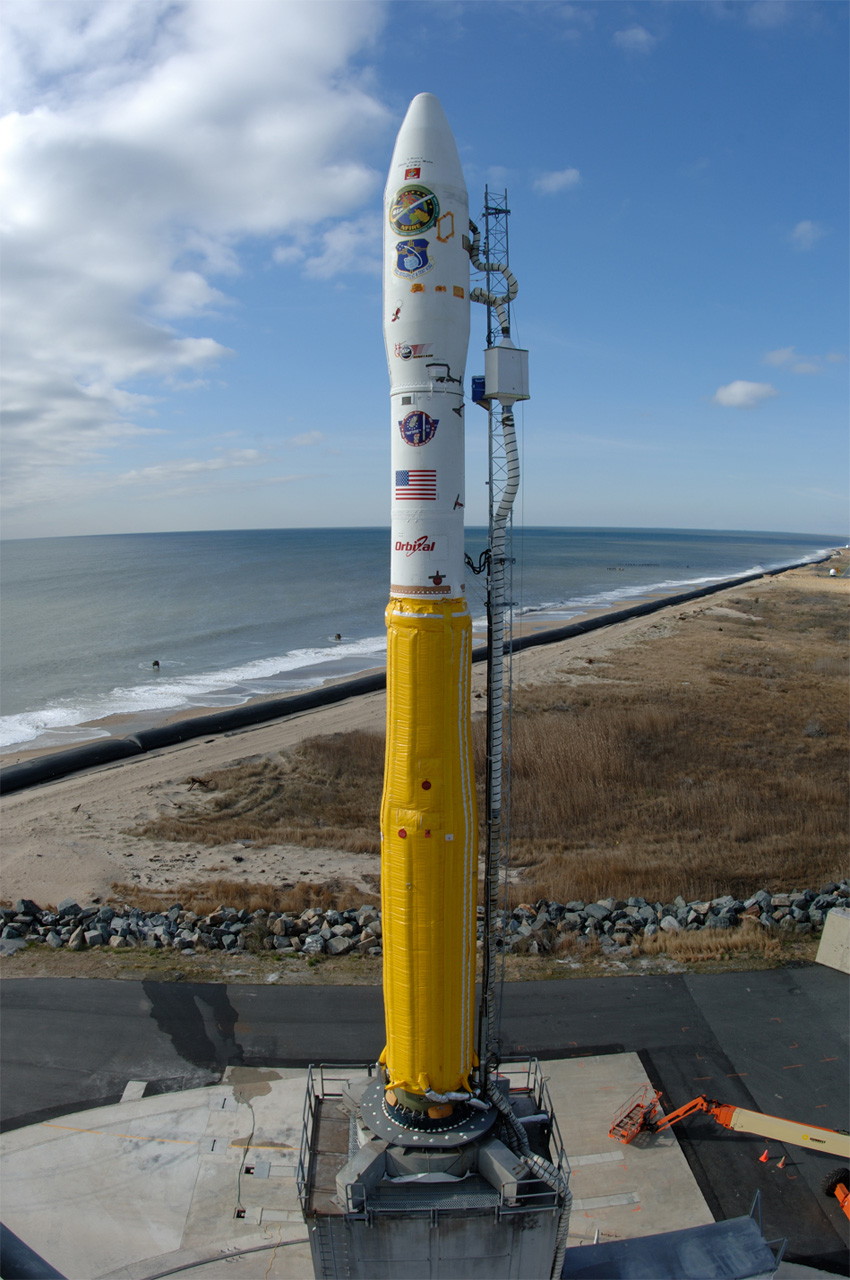
NFIRE1

米諾陶運載火箭是美國發展的一系列固態燃料運載火箭，又稱為人牛怪運載火箭，源自LGM-30義勇兵飛彈以及LGM-118A和平守護者飛彈這兩種洲際彈道飛彈的改良版。經由軌道科學公司所建造。
現有的米諾陶運載火箭僅存在兩種型號用於運載衛星。米諾陶1號運載火箭是只能將小型衛星運送至低地球軌道的運載火箭。米諾陶2號運載火箭又被稱為喀邁拉或TLV，通常運送中地球軌道的衛星。主要用於目標跟蹤或反導彈試驗。米諾陶4號運載火箭具有比米諾陶1號運載火箭更強的低地球軌道酬載能力。另外兩型正處於研發階段，包括米諾陶3號運載火箭、米諾陶5號運載火箭，米諾陶3號運載火箭預計用於中地球軌道；米諾陶5號運載火箭則預計用於發射人造衛星至地球同步軌道、月球轉移軌道。

## 米諾陶1號運載火箭
最早的米諾陶運載火箭，包含M55A1第一節、SR19第二節、Orion 50XL第三節、Orion 38第四節以及選擇搭配的HAPS第五節，並且搭配多種酬載型式，酬載能力為580 公斤到185 公里、28.5度角軌道(從卡納維爾角發射)。或是310 公斤至740 公里的太陽同步軌道(從范登堡空軍基地發射)。

## 米諾陶2號運載火箭
被定義於發射中地球軌道的運載火箭。使用義勇兵II型的軌道控制系統。包含M55A1第一節、SR19第二節以及M57第三節。酬載能力是460 公斤至6700 公里的中地球軌道。

## 米諾陶3號運載火箭
被定義於發射中地球軌道的運載火箭。包含SR-118第一節、SR-119第二節、SR-120第三節以及Super HAPS第四節。酬載能力是3060 公斤至6700 公里的中地球軌道。

## 米諾陶4號運載火箭
米諾陶4號運載火箭結合美國政府LGM-118A和平守護者飛彈的固態燃料發動機以及軌道運載火箭技術，包含米諾陶1號運載火箭、飛馬運載火箭以及金牛座運載火箭，米諾陶4號運載火箭包含SR-118第一節、SR-119第二節、SR-120第三節以及Orion 38第四節。酬載能力為1735 公斤到185 公里、28.5度角軌道(從卡納維爾角發射)。米諾陶4號運載火箭於2010年4月22日從范登堡空軍基地進行首次發射。
本型號也被作為美國定向為常規快速全球打擊打擊任務空軍。(CPGS)

## 米諾陶5號運載火箭
米諾陶5號運載火箭屬於五節式運載火箭，已經正處於被實行的狀態。可以外加另外的上面級來將衛星送至地球同步軌道、月球軌道甚至是星際任務。美國太空總署已經授權軌道科學公司，運載經由美國空軍主導的太空發展測試飛行器以及粉塵環境管理系統到月球軌道，2013年9月7日在瓦勒普斯島進行第一次發射。

## 米諾陶6號運載火箭
目前仍處於規劃階段，主要是在第一節增加另一顆的SR-118火箭引擎。

## 發射歷史
| 日期 (UTC)                | 火箭型號              | 航班 | 酬載                                                             | 發射台                  | 彈道         | 重量      | 結果 |
| ------------------------- | --------------------- | ---- | ---------------------------------------------------------------- | ----------------------- | ------------ | --------- | ---- |
| 2000年1月27日 03:03:06    | 米諾陶1號運載火箭     | 1    | JAWSat (P98-1) (FalconSat1 / ASUSat1 / OCSE (衛星) / OPAL (衛星) | 范登堡空軍基地SLC-8     | 低地球軌道   | 220.2公斤 | 成功 |
| 2000年5月28日 20:00       | 米諾陶2號運載火箭     | 2    | OSP-TLV Missile Defense Technology Demonstrator                  | 范登堡空軍基地LF-06     | 中地球軌道   |           | 成功 |
| 2000年7月19日 20:09:00    | 米諾陶1號運載火箭     | 3    | MightySat-2 (Sindri, P99-1) / MEMS 2A / MEMS 2B                  | 范登堡空軍基地SLC-8     | 低地球軌道   | 130.4公斤 | 成功 |
| 2001年12月4日 04:59       | 米諾陶2號運載火箭     | 4    | TLV-1 IFT-7 GMDS target mission                                  | 范登堡空軍基地LF-06     | 中地球軌道   |           | 成功 |
| 2002年3月16日 02:11       | 米諾陶2號運載火箭     | 5    | TLV-2 IFT-8 GMDS target mission                                  | 范登堡空軍基地LF-06     | 中地球軌道   |           | 成功 |
| 2002年10月15日 02:01      | 米諾陶2號運載火箭     | 6    | TLV-3 GMDS target mission                                        | 范登堡空軍基地LF-06     | Suborbital   |           | 成功 |
| 2002年12月11日 08:26      | 米諾陶2號運載火箭     | 7    | TLV-4 GMDS target mission                                        | 范登堡空軍基地LF-06     | 中地球軌道   |           | 成功 |
| 2005年4月11日 13:35:00    | 米諾陶1號運載火箭     | 8    | XSS-11                                                           | 范登堡空軍基地SLC-8     | 低地球軌道   | 100公斤   | 成功 |
| 2005年9月23日 02:24:00    | 米諾陶1號運載火箭     | 9    | Streak (STP-R1)                                                  | 范登堡空軍基地SLC-8     | 低地球軌道   | 417公斤   | 成功 |
| 2006年4月15日 01:40:00    | 米諾陶1號運載火箭     | 10   | 福爾摩沙衛星三號                                                 | 范登堡空軍基地SLC-8     | 低地球軌道   | >420公斤  | 成功 |
| 2006年12月16日 12:00      | 米諾陶1號運載火箭     | 11   | TacSat-2 / GeneSat-1                                             | 中大西洋地區太空港LP-0B | 低地球軌道   | 374公斤   | 成功 |
| 2007年3月21日 04:27       | 米諾陶2號運載火箭     | 12   | TLV-5 FTX-02 SBR target mission                                  | 范登堡空軍基地LF-06     | 中地球軌道   |           | 成功 |
| 2007年4月24日 06:48       | 米諾陶1號運載火箭     | 13   | NFIRE                                                            | 中大西洋地區太空港LP-0B | 低地球軌道   | 494公斤   | 成功 |
| 2007年8月23日 08:30       | 米諾陶2號運載火箭+    | 14   | TLV-7 Mission 2a sensor target for NFIRE satellite               | 范登堡空軍基地LF-06     | 中地球軌道   |           | 成功 |
| 2008年9月24日 06:57       | 米諾陶2號運載火箭+    | 15   | TLV-8 Mission 2b sensor target for NFIRE satellite               | 范登堡空軍基地LF-06     | Suborbital   |           | 成功 |
| 2009年5月19日 19:55       | 米諾陶1號運載火箭     | 16   | TacSat-3 / PharmaSat / AeroCube 3 / HawkSat I / CP-6             | 中大西洋地區太空港LP-0B | 低地球軌道   |           | 成功 |
| 2010年4月22日 23:00       | 米諾陶4號運載火箭Lite | 17   | HTV-2a hypersonic research spacecraft                            | 范登堡空軍基地SLC-8     | 中地球軌道   |           | 成功 |
| 2010年9月26日 04:41       | 米諾陶4號運載火箭     | 18   | SBSS                                                             | 范登堡空軍基地SLC-8     | 太陽同步軌道 | 1031公斤  | 成功 |
| 2010年11月19日 01:45      | 米諾陶4號運載火箭HAPS | 19   | FASTRAC-A / FASTRAC-B / FalconSat-5 / FASTSAT / O/OREOS / RAX    | Kodiak LP-1             | 低地球軌道   |           | 成功 |
| 2011年2月6日 12:26        | 米諾陶1號運載火箭     | 20   | NROL-66                                                          | 范登堡空軍基地SLC-8     | 低地球軌道   |           | 成功 |
| 2011年6月30日 03:09       | 米諾陶1號運載火箭     | 21   | ORS-1                                                            | 中大西洋地區太空港LP-0B | 低地球軌道   |           | 成功 |
| 2011年8月11日 10:46am EDT | 米諾陶4號運載火箭     | 22   | Falcon Hypersonic Technology Vehicle 2 (HVT-2)                   | 范登堡空軍基地          | 次轨道       |           | 成功 |
| 2011年9月27日 15:49       | 米諾陶4號運載火箭     | 23   | “战术星”-3                                                       | 范登堡空軍基地          | 高地球轨道   |           | 成功 |
| 2013年9月7日 03:27        | 米諾陶5號運載火箭     | 24   | 月球大气与粉尘环境探测器                                         | 中大西洋地區太空港LP-0B | 高地球轨道   |           | 成功 |
| 2013年11月20日 01:15      | 米諾陶1號運載火箭     | 25   | STPSat-3 與其他28顆立方衛星                                      | 中大西洋地區太空港LP-0B | 低地球軌道   |           | 成功 |
| 2020年7月15日 21:46       | 米諾陶4號運載火箭     | 26   | NROL-129-4顆                                                     | 中大西洋區太空空港LP-0B |              |           | 成功 |

## 註腳
1. ↑  包括米諾陶1號運載火箭、米諾陶2號運載火箭
2. ↑  包括米諾陶3號運載火箭、米諾陶4號運載火箭、米諾陶5號運載火箭

## 外部連結
- Minotaur I Rocket page （页面存档备份，存于）
- Minotaur IV Rocket page（页面存档备份，存于）
- Image of the September 2005 launch （页面存档备份，存于）
- Encyclopedia Astronautix Entry for Minotaur